# Natuurpark Serras de Aire e Candeeiros

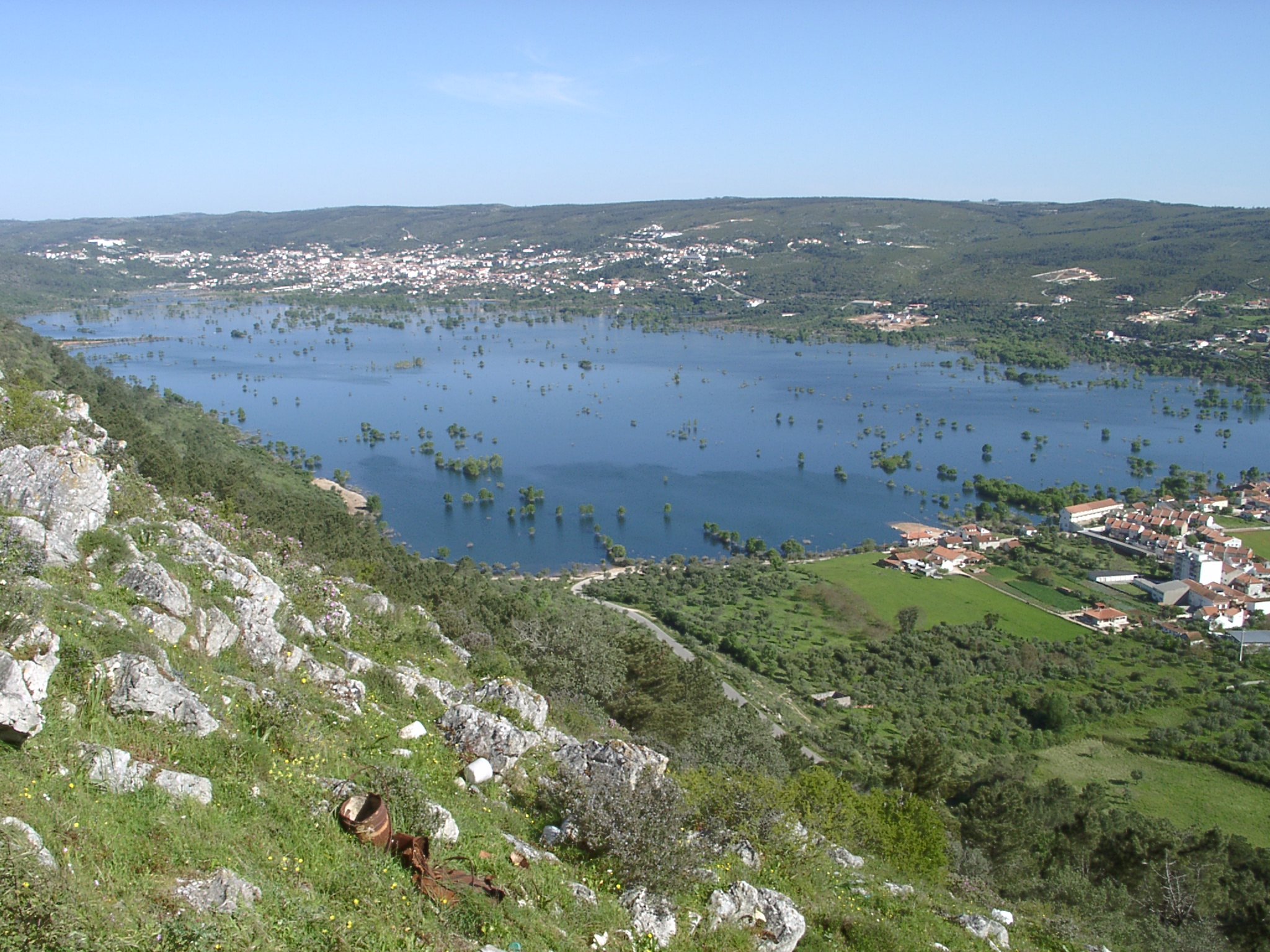

Het Natuurpark Serras de Aire e Candeeiros (Portugees: Parque Natural das Serras de Aire e Candeeiros) is een natuurpark in Portugal. Het werd opgericht in 1979 en is 389,3 vierkante kilometer groot. Het natuurpark omvat gebergtes (Aire, Candeeiros) in het Estremadura-kalksteenmassief en karstverschijnselen zoals de Santo António-grotten en pootafdrukken van dinosauriërs. 